# Wilhelm Runze
Wilhelm Runze (* 4. Juni 1887 in Frankfurt am Main; † 6. November 1972 ebenda) war ein deutscher Maler.

## Leben und Werk
Runze besuchte die Frankfurter Städelschule und war dort Schüler von Wilhelm Amandus Beer, dann lernte er an der Akademie der Bildenden Künste München bei Otto Seitz. Auch an der Akademie Colarossi in Paris setzte er seine Studien fort.
Wilhelm Runze war zunächst ein Anhänger der Romantik, was sich vor allem in seinen Landschaftsbildern in der Zeit vor 1920 ausdrückte. Schließlich wandelte er seinen Stil hin zum Expressionismus, ohne jedoch in Extreme zu verfallen.
Wilhelm Runze porträtierte unter anderem die Frankfurter Oberbürgermeister Ludwig Landmann und Walter Kolb. Beide Porträts hängen in der Wandelhalle vor dem Ratssaal im Frankfurter Rathaus Römer. Sehr oft hat er in Frankfurt auch die ehemalige Schirn und das Fahrtor dargestellt. Sein Grab befindet sich auf dem Friedhof in Frankfurt-Sossenheim. 2014 hat der Kultur- und Förderkreis Frankfurt-Sossenheim die Pflege des Grabes übernommen.